# Hotel Muna
El Hotel Muna (en somalí: Funduq Muna) es un hotel en Mogadiscio, la capital del país africano de Somalia. El hotel, ubicado a menos de una milla del palacio presidencial de Somalia, es un centro de conferencias notable y se utiliza regularmente para reuniones entre funcionarios del gobierno y personas importantes. 
En 2010 fue el centro de un ataque suicida, que mató a varios miembros del Parlamento de Somalia en medio de la lucha que comenzó el 23 de agosto. 
El hotel está situado en una esquina de la calle y se encuentra en un edificio de tres pisos. El edificio está pintado entre menta y rosa y tiene persianas grises. Los dos balcones sobresalen del edificio y están pintados de color rosa.